# Kungssången
Kungssången, även känd som "Ur svenska hjärtans djup en gång" är en svensk hyllningssång till Sveriges kung med text av C.V.A. Strandberg (signaturen Talis Qualis) och musik av Otto Lindblad.

## Bakgrund
Kungssången skrevs till, och uruppfördes vid, en studentfest i Lund den 5 december 1844 i anslutning till Lunds universitets firande av Oscar I:s tronbestigning. Sången är komponerad för fyrstämmig manskör a cappella. Kungssången är ett exempel på högromantik.
Kungssången blev officiell 1893, då den ersatte de inofficiella föregångarna Bellmans Gustafs skål och Bevare Gud vår kung, den senare med samma melodi som God Save the King.
Till skillnad från till exempel den brittiska God Save the King så har den svenska kungssången inte status av nationalsång, på grund av att Sverige har en populär men inofficiell nationalsång, Du gamla du fria. Förutom Sverige har även Danmark, Norge och Thailand speciella kungssånger och i vissa republiker finns motsvarande hyllningssånger till presidenten, exempelvis USA:s Hail to the Chief och i Finland fyller Björneborgarnas marsch i viss mån samma funktion.

Kungssångens första strof sjungs i regel då kungen närvarar vid olika ceremonier och besök, men ibland även som en ren hyllning till honom. Sången får anses ha getts officiell status då den bland annat sjungs av riksdagens ledamöter vid Riksmötets öppnande efter att kungen trätt in i Riksdagens kammare. Kungssången sjungs unisont som inledning till i stort sett alla arrangemang i Sverige, där kungen är hedersgäst. Kungen själv sjunger inte med i sången, då den är en hyllning till honom personligen.

## Textens första vers
Ur svenska hjärtans djup en gång
en samfälld och en enkel sång,
som går till kungen fram!
Var honom trofast och hans ätt,
gör kronan på hans hjässa lätt,
och all din tro till honom sätt,
du folk av frejdad stam!

## Publiceringar
- Lindholm, Fredrik (1916). Nationalhymner och soldatsånger under världskriget på originalspråket och i översättning jämte uppgifter om deras tillkomst, diktare och tonsättare.. Stockholm: Norstedt. Libris 1655133
- Nu ska vi sjunga, 1943, under rubriken "Andra vackra sånger och visor".
- Sjung svenska folk!, 1943, 24:e upplagan.